# Sungai Keli
Sungai Keli is een bestuurslaag in het regentschap Ogan Ilir van de provincie Zuid-Sumatra, Indonesië. Sungai Keli telt 789 inwoners (volkstelling 2010).